# Leinøya
Leinøya  est une île de l'archipel de Sørøyane appartenant à la commune de Herøy, du comté de Møre og Romsdal, dans la mer de Norvège. Son nom d'origine était Bølandet, mais Leinøya est maintenant le nom officiel.

## Description
L'île de 14,4 km2 est située à l'est de la ville de Fosnavåg sur l'île voisine de Bergsøya. L'île est reliée à plusieurs îles environnantes via un réseau de ponts. Le Remøy Bridge (en) la relie à l'île Remøya (au nord), le Herøy Bridge (en) la relie à Nautøya et Gurskøya (au sud), et un petit pont la relie à l'île de Bergsøya (à l'ouest).
Le village de Torvik, à l'est de l'île, est une étape du service maritime côtier Hurtigruten.

## Galerie

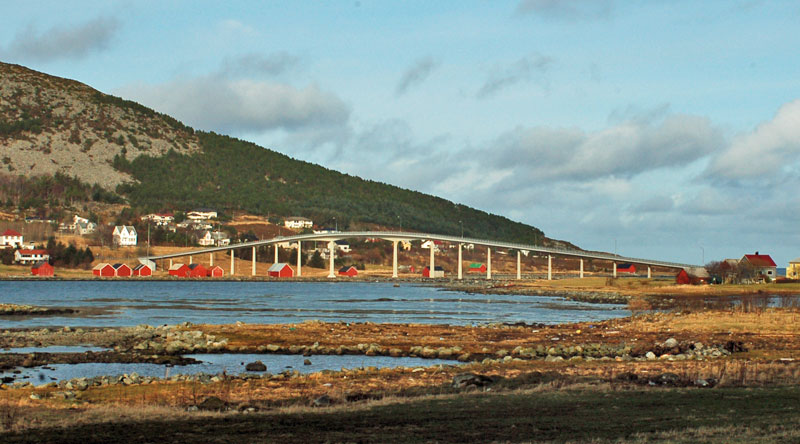
Pont de Remøy
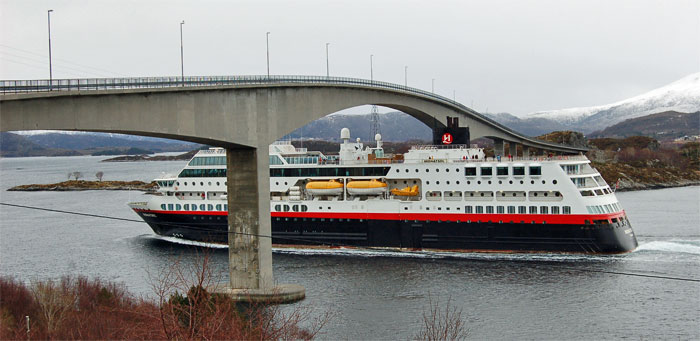
Le Pont de Heroy et un navire de l'Hurtigruten